# Les Dernières Fiançailles
Pour plus de détails, voir Fiche technique et Distribution.
Les Dernières Fiançailles est un film de Jean Pierre Lefebvre produit en 1973.

## Synopsis
Armand Tremblay, 78 ans, vit avec Rose, sa femme depuis 50 ans. Il est victime d'un infarctus, mais refuse d'être transporté à l'hôpital, sachant que la mort ne tardera pas. Rose alors fait en secret la promesse de mourir en même temps que lui. Ils s'envoleront la main dans la main, comme « sur les ailes d'un ange ».

## Fiche technique
- Réalisation : Jean Pierre Lefebvre
- Production : Marguerite Duparc et Bernard Lalonde
- Société de production : Cinak
- Scénario : Jean Pierre Lefebvre
- Cinématographie : Guy Dufaux
- Prise de son : Jacques Blain
- Montage : Marguerite Duparc
- Musique : Andrée Paul

## Distribution
- Marthe Nadeau : Rose Tremblay
- J. Léo Gagnon : Armand Tremblay
- Marcel Sabourin : Le docteur

## Prix
- 1973 : Prix d’interprétation au Festival de Sorrente pour Marthe Nadeau